# Пизипово
Пи́зипово (чув. Писӗп) — деревня в Аликовском муниципальном округе Чувашской Республики. Входила в состав Питишевского сельского поселения до его упразднения в 2022 году.

## Общие сведения о деревне
Улицы: Центральная, Советская, Восточная, Западная. В настоящее время деревня в основном газифицирована. Рядом с деревней протекает река Орбашка (приток Сормы).

### География
Пизипово расположено севернее административного центра Аликовского района на 10 км.

### Климат
Климат умеренно континентальный с продолжительной холодной зимой и тёплым летом. Средняя температура января −12,9 °C, июля 18,3 °C, абсолютный минимум достигал −44 °C, абсолютный максимум 37 °C. За год в среднем выпадает до 552 мм осадков.

### Демография
Население чувашское — 219 человек (2006 г.), из них большинство женщины.

## История
Сведения о прошлом Пизипово можно найти и в письменных источниках начала 17 века. По материалам переписи1781 года в деревне насчитывалось 32 двора, В 1859 году их число достигло 80, проживало 191 лицо мужского пола и 211 лиц женского пола. В 1907 году население составило 665 человек. В 1926 году число дворов достигло167, а население составило 732 человека. В разные годы деревня входила в состав Устьинской, Чуваш-Сорминской волости Ядринского уезда. С 1.10.27 — в составе Аликовского района, с 20.12.62 Вурнарский район, 14.03.65-Аликовский район. В 1889 году в деревне открылась школа грамоты, в 1891 г. — церковно-приходская школа. До 1988 работала восьмилетняя школа.

## Связь и средства массовой информации
- Связь: ОАО «Волгателеком», Би Лайн, МТС, Мегафон. Развит интернет ADSL технологии.
- Газеты и журналы: Аликовская районная газета «Пурнăç çулĕпе»-«По жизненному пути» Языки публикаций: Чувашский, Русский.

- Телевидение:Население использует эфирное и спутниковое телевидение. Эфирное телевидение позволяет принимать национальный канал на чувашском и русском языках.